# Mathias Wieman
Mathias Wieman, född 23 juni 1902 i Osnabrück, död 3 december 1969 i Zürich, Schweiz (vissa källor anger Hamburg), var en tysk skådespelare inom teater och film. Wieman filmdebuterade 1925 och kom att medverka i ett 60-tal filmer fram till 1964.

## Filmografi, urval
- 1932 – Grevinnan av Monte Cristo
- 1932 – Det blå ljuset
- 1933 – Fröken Hoffmans äventyr
- 1933 – Kärlekshotellet
- 1935 – En läkares frestelse
- 1938 – Anna Favetti
- 1941 – Magdalena kollrar bort chefen
- 1941 – Vem dömer?
- 1943 – Paracelsus
- 1953 – Så länge du är min
- 1954 – Otrohet
- 1957 – Leve Robinson